# Allard (voornaam)
Allard is een jongensnaam. De naam is afgeleid van het Germaanse Adelhard.
De etymologische betekenis van deze tweestammige naam is "sterk door adel" (adel- betekent "adel of edel", en -hard is "hard, stevig, sterk").
Varianten of afleidingen van de naam zijn Alaert, Alaerts, Alard, Alards, Allart, Allert, Allerd, Allaerd, Allaert, Allaerts en ouder Albrecht, Alebrecht en Adalard. Een vroege Duitse vorm is de naam Adelhard(t), ook verwant met het Germaanse Adelbert, "door edel gedrag schitterend", beter bekend als Albert.
Ook een groot aantal familienamen is als patroniem van de naam afgeleid, met name in Duitstalig gebied. Zo wonen daar bijvoorbeeld de families Ahlers, Allerding, Eylerdinck, Eilers, Ehlers, Ehlert, Eldert, Eeldert, Alhard, Alard, Allert, Ahlert, Allers.
De Allard Motor Company was een Engelse autofabriek, opgericht door Sydney Allard in 1936 te Londen en actief tot 1966.
Allard is ook de transliteratie van de naam van een stadswijk van Teheran, een voormalig dorp buiten de uitdijende metropool.
Enkele bekende naamdragers zijn:

## Voornaam
- Allard van Egmond (1130-1168), ridder, heer van Egmond
- Alard, heer van Buren (1210–1243), edelman
- Allard III van Buren, edelman, heer van Buren
- Allard IV van Buren, (± 1336 – ± 1408), nazaat van voornoemde, ridder, heer van Buren en Beusichem
- Allard V van Buren, zoon van voornoemde
- Alard Duhamel, bouwmeester van de Leuvense Sint-Pieterskerk (1495-1502)
- Alard van Lexweerd, bouwmeester van de Dom van Utrecht (1505-1517)
- Aldert van Hall (ca. 1645-1724), stamvader van de familie Van Hall
- Allart van Everdingen (17e eeuw), Nederlandse kunstschilder, broer van Caesar van Everdingen
- Lammert Allard te Winkel (1809-1868), Nederlandse taalkundige
- Allard Pierson (1831-1896), Nederlandse predikant, theoloog, geschied- en taalkundige, tevens de eerste hoogleraar in kunstgeschiedenis, esthetica en moderne talen en letteren aan de Universiteit van Amsterdam en de grondlegger het Allard Pierson Museum, het archeologisch museum van de universiteit sinds 1934, gevestigd in het voormalige hoofdkantoor van De Nederlandsche Bank aan het Rokin
- Allert de Lange (1855-1927), Nederlandse uitgever en boekhandelaar
- Allard Oosterhuis (1902-1967), Nederlandse verzetsstrijder in de Tweede Wereldoorlog
- Allard van der Scheer (1928-2014), Nederlandse acteur
- Allard Schröder (1946), Nederlandse schrijver

## Achternaam
- Allert Pieter Allertsz, burgemeester van Amsterdam in 1425
- Jan Allertsz, burgemeester van Amsterdam (15e eeuw)
- Jean-François Allard (1785-1839), Franse militair, Ridder in het Franse Legioen van Eer
- Jean Delphin Alard (1815–1888), Franse musicus
- Ernest Allard (architect) (1849-1898), Belgische architect
- Ernest Allard (politicus) (1840-1878), Belgisch politicus
- Emile Allard (1883-1950), Belgische ingenieur en luchtvaartpionier
- Jean-Victor Allard (1913-1996), Canadees generaal, Chief of the Defence Staff (1966-1969)
- James Allard (1890-1974), Belgische architect
- Victor Allard, bankier, senator, vice-gouverneur van de Nationale Bank
- Josse Allard, bankier, filantroop
- Antoine Allard, bankier, vredesactivist, kunstschilder
- Wayne Allard (1943), Amerikaanse Republikeinse senator